# Monumentholmen

Monumentholmen är en holme i Drottningholms slottspark på Lovön, Ekerö kommun. På holmens kulle skulle ett monument resas över Gustav III, därav namnet. Den strålformade alléplantering med lindar som finns där idag planerades redan under Gustav III:s tid. Bara fundamentet till minnestemplet utfördes.
| Vänstra bilden: Förslag till minnestempel över Gustav III på Monumentholmen av Fredrik Magnus Piper 1797. Högra bilden: Monumentholmen med det bevarade postamentet i september 2011. |  | Vänstra bilden: Förslag till minnestempel över Gustav III på Monumentholmen av Fredrik Magnus Piper 1797. Högra bilden: Monumentholmen med det bevarade postamentet i september 2011. |
| Vänstra bilden: Förslag till minnestempel över Gustav III på Monumentholmen av Fredrik Magnus Piper 1797. Högra bilden: Monumentholmen med det bevarade postamentet i september 2011. |  | |

Gustav III bestämde i hög grad själv utformningen av Drottningholms engelska park, men vid kungens död 1792 var parken ännu inte färdigställd. Parkens arkitekt, Fredrik Magnus Piper försökte påverka utformningen, inte minst efter Gustav III:s död och begagnade sig även av kungens egna tuschteckningar. Ett exempel härför är gestaltningen av Monumentholmen, belägen i engelska parkens centrala del.
Under monarkens levnad planerades ett amortempel på platsen och som inramning planerades fyra sektioner med lindalléer som strålformade sträcker sig i alla riktningar. Mellan sektionerna lämnades öppna avsnitt för fyra siktlinjer, bland annat mot Götiska tornet och Kinesiska pagoden. På den generalplan som Piper redovisade år 1797 (alltså fem år efter Gustav III:s död) hade amortemplet ersatts av ett minnestempel över Gustav III.  Endast fundamentet kom på plats. Det består av gråsten sammanhållna med ankarjärn och kan beses där fortfarande.

## Bilder

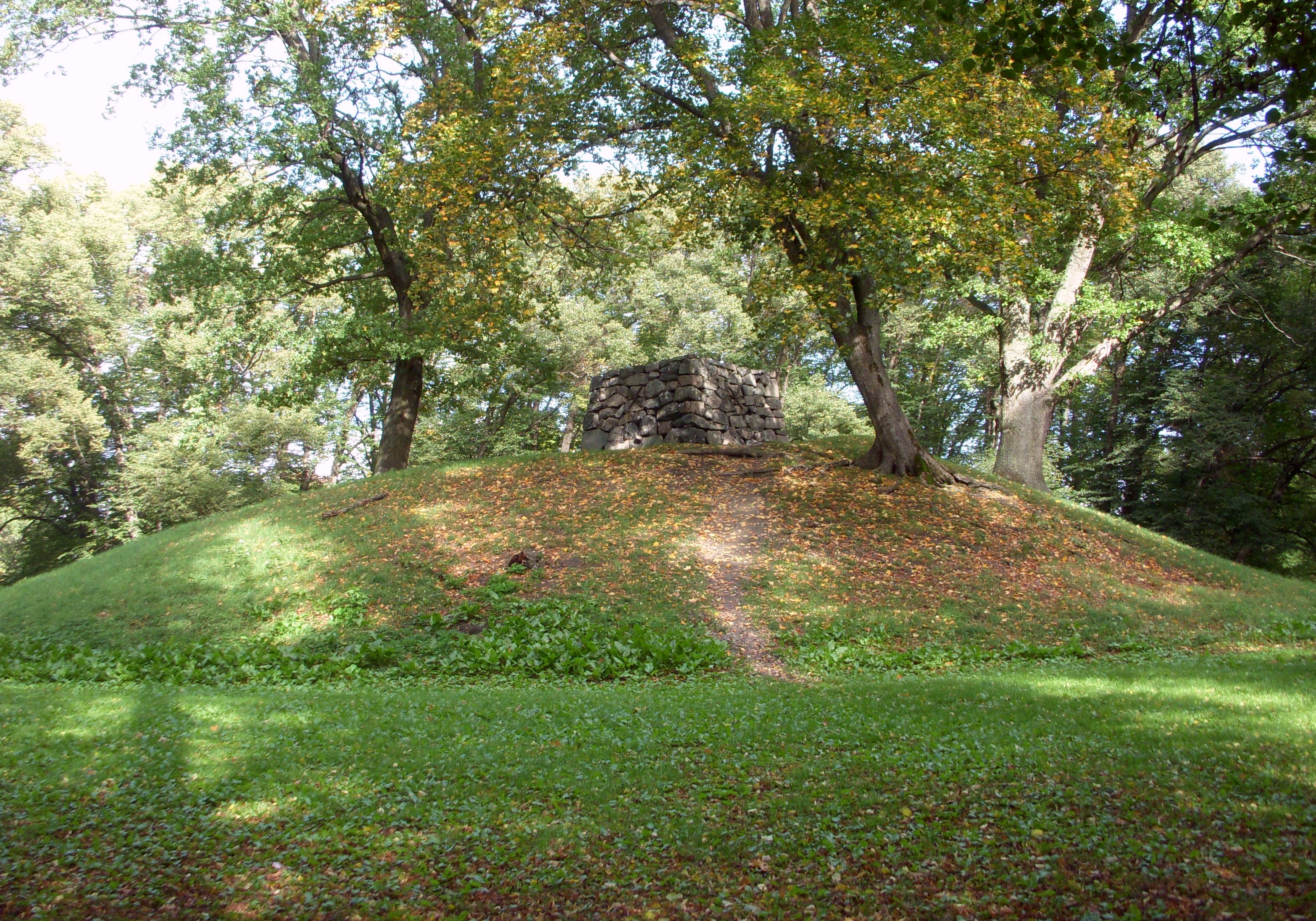
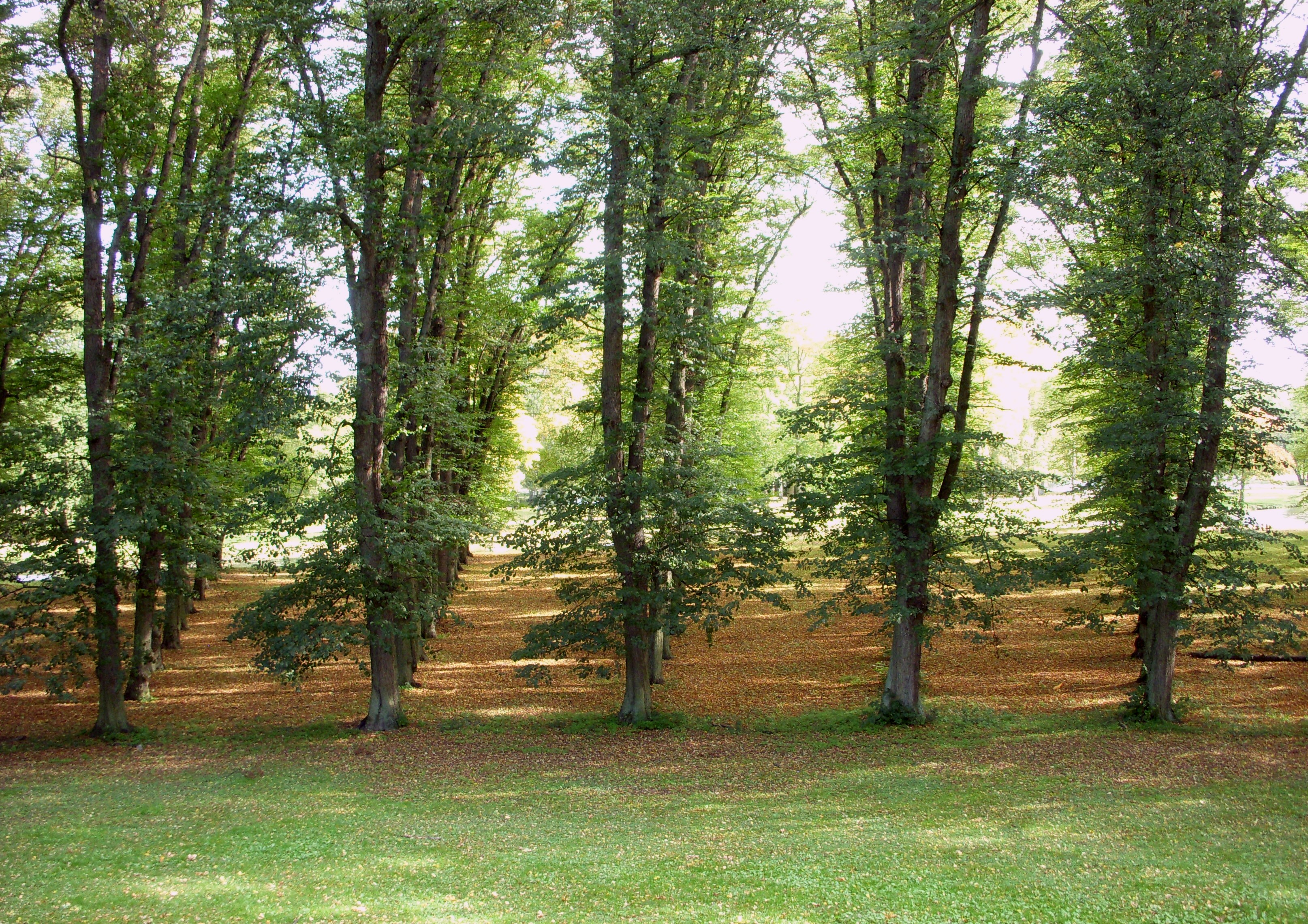
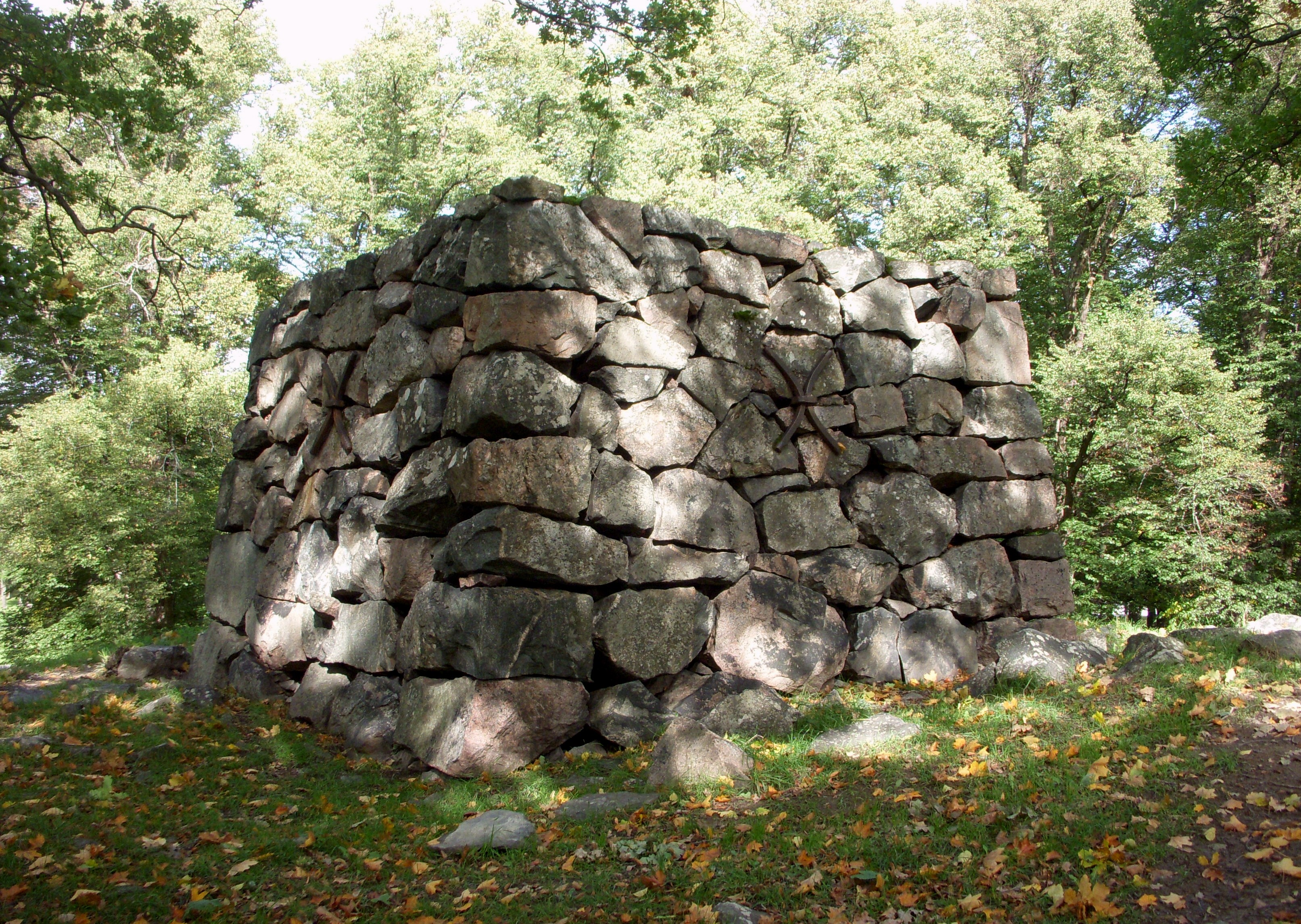
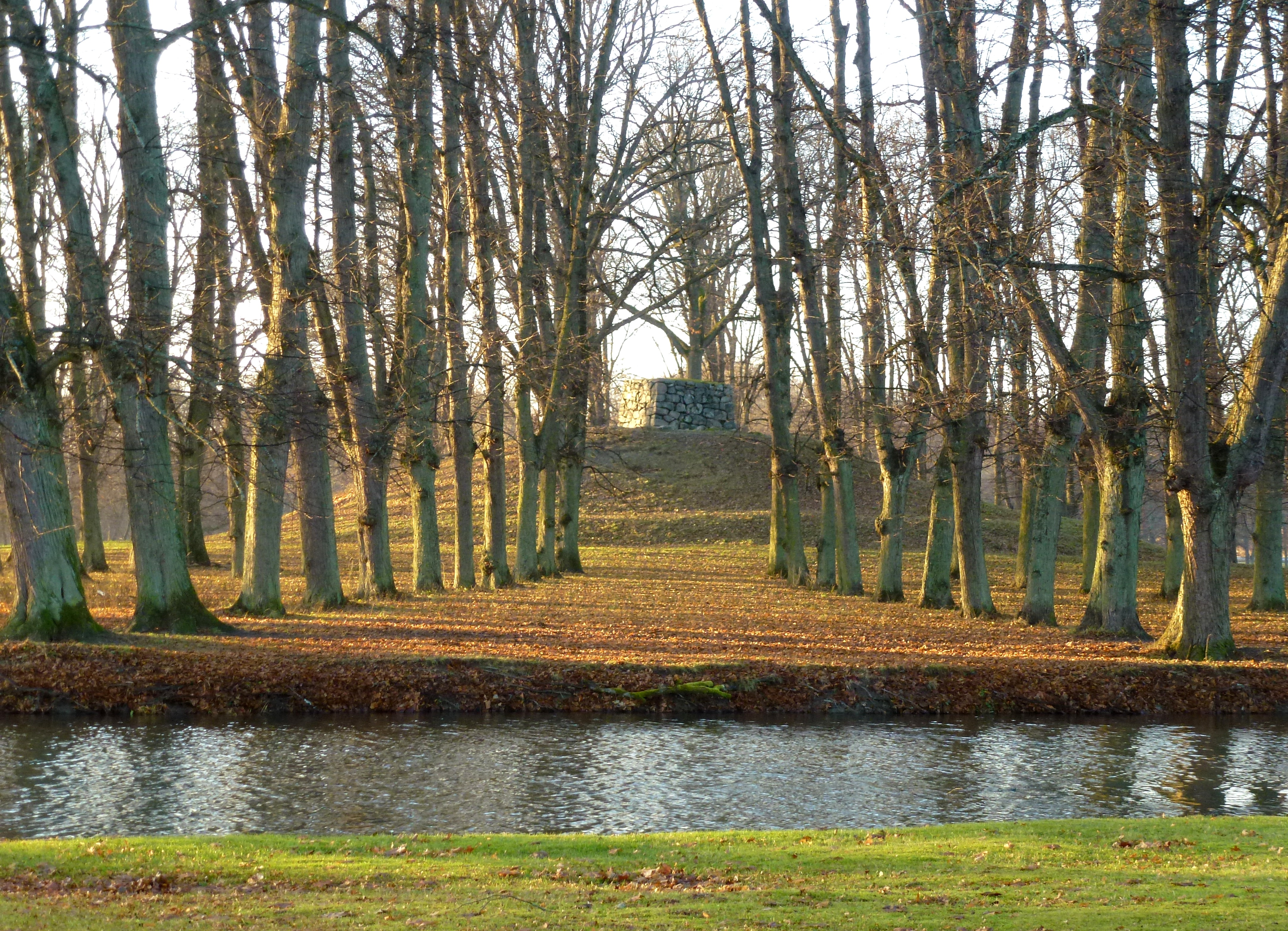